# Косма Азам
Косма Дам'ян Азам (нім. Cosmas Damian Asam; 29 вересня 1686, Бенедиктбоєрн — 10 травня 1739, Мюнхен) — німецький художник, скульптор, архітектор, брат Еґіда Квіріна Азама.

## Життєпис
Батько — Ганс Ґеорґ Азам (нім. Hans Georg Asam). Брат — Еґід Квірін Азам.
Навчався в Академії святого Луки в Римі.

### Доробок
- фрески в костелі святого Миколая на Староміський площі в Празі[9] (1735—1736[10])

Іноді брати Азами співпрацювали під час оздоблення споруд, спроєктованих іншими людьми, наприклад, монастирської церкви премонстратів в Остергофені (1726—1728; проєкт Йоганна Міхаеля Фішера, оформлення близько 1730). Серед інших їхніх значних спільних робіт — монастирська церква в бенедиктинському абатстві Велтенбург (1716—1721), церква Урсулянок у Штраубінгу (1738—1741), для якої Косма спроєктував світлий інтер'єр у стилі рококо, який після його смерти в 1739 році завершив Еґід Квірін Азам.